# Honoré-Gustave-Charles Delalande
Honoré-Gustave-Charles Delalande, francoski general, * 1879, † 1961.